# Анна Каренина (балет на музыку Чайковского)
«Анна Каренина» — балет на музыку Петра Ильича Чайковского по роману Льва Толстого «Анна Каренина», поставленный хореографами
Андрэ Проковским (1979) и Борисом Эйфманом (2005, в 2010 году экранизирован).

## Балет Проковского
Спектакль в 3-х актах. Постановки:
- 25 октября 1979 — Австралийский балет (премьера)
- 1991 — Балете Сан-Хосе (США)
- 27 марта 1993 — Мариинский театр. Спектакль был встречен довольно критически и быстро сошёл со сцены. Премьера была заснята для телевидения. Первые исполнители:
  - Анна — Юлия Махалина
  - Вронский — Константин Заклинский
  - Каренин — Владимир Пономарёв
  - Китти — Ульяна Лопаткина
- 1996 — Балет Талсы (США)
- 2002 — Виннипегский балет (Канада)
- 2009 — Балет Сарасоты (США)

## Балет Эйфмана
Спектакль в 2-х актах на музыку из различных произведений П. И. Чайковского. Балетмейстер-постановщик
Борис Эйфман, художник-постановщик Зиновий Марголин, художник по костюмам Вячеслав Окунев, художник по свету Глеб Фильштинский. В 2010 году балет был экранизирован.

### Постановки
- 31 марта 2005 — Театр балета Бориса Эйфмана (премьера). Исполнители партий:
  - Анна — Вера Арбузова (затем Мария Абашова, Нина Змиевец, Наталья Поворознюк, Анастасия Ситникова)
  - Вронский — Юрий Смекалов (затем Алексей Турко, Сергей Волобуев, Олег Габышев)
  - Каренин — Альберт Галичанин (затем Олег Марков, Сергей Волобуев, Дмитрий Фишер)
- 2006 — Балет Венской оперы[1]

Художник-постановщик Зиновий Марголин, художник по костюмам Вячеслав Окунев, художник по свету Глеб Фильштинский.
- 23 ноября 2007 — Латвийская Национальная опера[2]

Художник-постановщик Мартиньш Вилкарсис, художник по костюмам Вячеслав Окунев, художник по свету Глеб Фильштинский, дирижёр-постановщик Гинтарас Ринкявичус. Исполнители партий:
- Анна — Маргарита Демьянок (затем Виктория Янсон, Юлия Гурвича)
- Вронский — Раймондс Мартыновс (затем Сергей Нейкшин)
- Каренин — Алексей Овечкин (затем Ринголдс Жигис)

- 18 июня 2011 — Казахский театр оперы и балета имени Абая[3]. Исполнители партий:
  - Анна — Сауле Рахмедова (затем Айнур Абильгазина, Куралай Саркытбаева, Жанель Тукеева)
  - Вронский — Фархад Буриев (затем Азамат Аскаров, Рахим Даиров, Айдос Закан)
  - Каренин — Дмитрий Сушков (затем Нурлан Байбусинов, Даурен Женис, Руслан Кадыров)

## Рецензии
- Шергина Н. Борис Эйфман: Анна Каренина — это не я // Российская газета : газета. — М., 2005. — № 30 марта.
- Гордеева А. Постой, паровоз, не стучите, колеса // Время новостей : газета. — М., 2005. — № 4 апреля.
- Крылова М. Смерть большая и смерть маленькая // Независимая газета : газета. — М., 2005. — № 5 апреля.
- Абызова Л. Любовный треугольник Бориса Эйфмана // Вечерний Петербург : газета. — СПб., 2005. — № 11 апреля.
- Федорченко О. И паровоз пыхтит… // Петербургский театральный журнал : журнал. — СПб., 2005. — № 2.
- Аловерт Н. Любит не любит. “ardani artist” привез на гастроли в Нью-Йорк новый балет Бориса Эйфмана “Анна Каренина” // Русский базар : газета. — Нью-Йорк, 2005. — № 23.
- Гончарская Л. Эротические фантазии Анны Карениной: к нам едет балет Бориса Эйфмана // Курсор : ИА. — Тель-Авив, 2007. — № 27 ноября.
- Ященков П. Эротическая ловушка для Карениной Анны // Московский Комсомолец : газета. — М., 2011. — № 15 января.
- Крылова М. Фрейд торжествует // Новые Известия : газета. — М., 2011. — № 17 января.
- Ассонова А. Психоэротический анализ Карениной (недоступная ссылка — история) // Курсивъ : газета. — Алматы, 2011. — № 23 июня.
- Ляховская В. Каренина против Каренина // Известия-Казахстан : газета. — Алматы, 2011. — № 24 июня. Архивировано 6 декабря 2011 года.
- Брусиловская Е. Страсти по Анне // Казахстанская правда : газета. — Алматы, 2011. — № 24 июня. Архивировано 12 сентября 2011 года.